# Régie autonome des transports parisiens

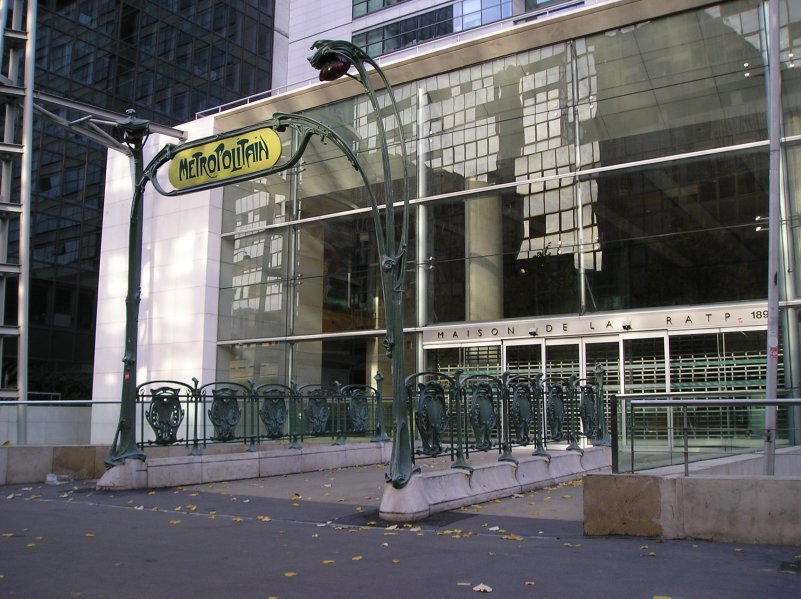
Budova společnosti ve 12. obvodu

Régie autonome des transports parisiens (většinou se zkracuje jen jako RATP) je dopravní podnik, provozující síť metra, tramvají, autobusů a částečně RER (od roku 1969) v hlavním městě Francie Paříži. Spravuje též několik zvláštních linek, např. lanovku na Montmartre nebo linku Orlyval. Ročně přepraví stamilióny cestujících. Nadřazenou organizací je mu STIF (Syndicat des transports d'Île-de-France), který je koordinátorem veřejné dopravy pro celý region Île-de-France.

## Historický vývoj společnosti
V roce 1899 byla založena společnost Compagnie du chemin de fer métropolitain de Paris (CMP), která o rok později začala provozovat první linku metra. V roce 1901 vznikla společnost Compagnie Nord-Sud (CNS), která postupně zprovoznila dvě linky metra – A a B (dnešní linky 12 a 13). V roce 1921 se ustanovila společnost Société des transports en commun de la Région parisienne (STCRP), která nahradila šest dosavadních provozovatelů autobusových a tramvajových linek.
V roce 1930 se CMP rozrostla tím, že převzala konkurenční společnost CNS a její dvě linky, čímž se stala jediným provozovatelem metra. V roce 1942 se s ní navíc sloučila STCRP, takže obstarávala všechny druhy městské dopravy. V roce 1945 byla dočasně nahrazena podnikem Administration provisoire des transports parisiens (APTP).
Takže současná společnost RATP byla vytvořena 21. března 1948.

## Počty zaměstnanců
V roce 2008 podnik čítal 43.435 zaměstnanců rozdělených do těchto skupin:
- 9967 – metro
- 3115 – RER
- 15472 – autobusy
- 11321 – údržba
- 1211 – ostraha
- 250 – obchod
- 2098 – správa a ředitelství